# Marit van Eupen
Marit van Eupen, född den 26 september 1969 i Arnhem i Nederländerna, är en nederländsk roddare.
Hon tog OS-guld i lättvikts-dubbelsculler i samband med de olympiska roddtävlingarna 2008 i Peking.